# Quellmoos
Das Gewöhnliche Quellmoos (Fontinalis antipyretica) gehört zu den unter Wasser lebenden Laubmoosen. Das Quellmoos wächst meist in langsam fließenden, seltener in stehenden Gewässern. Es ist meist in sauberen, nährstoffarmen (oligotrophen) Bächen und größeren Seen zu finden und wurde früher als Heilpflanze genutzt (fons „Quelle“, antipyretica „gegen Fieber“). Heute wird sie jedoch bestenfalls zur Verzierung und als Sauerstofflieferant in Aquarien und Gartenteichen eingesetzt. Sie ist in einer Wassertiefe von bis zu 18 Metern anzutreffen. Die Art ist in der nördlichen Hemisphäre sehr weit verbreitet. 

## Merkmale
Das Gewöhnliche Quellmoos ist eine veränderliche und vielgestaltige Art, die Stämmchen ausbildet, die in ihrer Gesamtheit bis zu 30 Zentimeter lang werden können und 3-reihig beblättert sind. Unter Wasser bildet es dunkel-grüne flutende Rasen. Die rippenlosen ganzrandigen Blätter sind lanzettlich geformt, scharf gekielt und einmal gefaltet. Manchmal kann es auch an der Blattspitze etwas gezähnt sein. Die Ecken der Blätter weisen vergrößerte, prosenchymatische Zellen auf. 
Der Sporophyt bildet ovale Kapseln, deren Kapselstiel (die Seta) sehr kurz ist. Jede Kapsel bildet ein zweireihiges Peristom aus, dessen Zähne rot gefärbt sind.

## Varietäten
In schnell fließenden Bächen der Alpen wurde eine schlankere Varietät namens Fontinalis antipyretica var. gracilis (Lindb.) Schimp. beschrieben, die vom Habitus deutlich kleiner ist. Die Stämmchen sind am Grund nackt und starr.
Die Varietät Fontinalis antipyretica var. gigantea (Sull.) Sull. ist ein kräftiges, goldbraunes Moos mit sehr breiten Blättern. Sie kommt in stehenden Gewässern in Europa, Nordafrika und Nordamerika vor.